# CEP41
CEP41 (англ. Centrosomal protein 41) – білок, який кодується однойменним геном, розташованим у людей на 7-й хромосомі. Довжина поліпептидного ланцюга білка становить 373 амінокислот, а молекулярна маса — 41 368.
| 10         |  | 20         |  | 30         |  | 40         |  | 50         |
| ---------- |  | ---------- |  | ---------- |  | ---------- |  | ---------- |
| MSLRRHIGNP |  | EYLMKRIPQN |  | PRYQHIKSRL |  | DTGNSMTKYT |  | EKLEEIKKNY |
| RYKKDELFKR |  | LKVTTFAQLI |  | IQVASLSDQT |  | LEVTAEEIQR |  | LEDNDSAASD |
| PDAETTARTN |  | GKGNPGEQSP |  | SPEQFINNAG |  | AGDSSRSTLQ |  | SVISGVGELD |
| LDKGPVKKAE |  | PHTKDKPYPD |  | CPFLLLDVRD |  | RDSYQQCHIV |  | GAYSYPIATL |
| SRTMNPYSND |  | ILEYKNAHGK |  | IIILYDDDER |  | LASQAATTMC |  | ERGFENLFML |
| SGGLKVLAQK |  | FPEGLITGSL |  | PASCQQALPP |  | GSARKRSSPK |  | GPPLPAENKW |
| RFTPEDLKKI |  | EYYLEEEQGP |  | ADHPSRLNQA |  | NSSGRESKVP |  | GARSAQNLPG |
| GGPASHSNPR |  | SLSSGHLQGK |  | PWK        |  |            |  |            |

A: Аланін

C: Цистеїн

D: Аспарагінова кислота

E: Глутамінова кислота

F: Фенілаланін

G: Гліцин

H: Гістидин

I: Ізолейцин

K: Лізин

L: Лейцин

M: Метіонін

N: Аспарагін

P: Пролін

Q: Глутамін

R: Аргінін

S: Серин

T: Треонін

V: Валін

W: Триптофан

Кодований геном білок за функцією належить до фосфопротеїнів. 
Задіяний у таких біологічних процесах, як транспорт, транспорт білків, біогенез та деградація війок, альтернативний сплайсинг, метилювання. 
Локалізований у цитоплазмі, цитоскелеті, клітинних відростках, війках.